# Rhizocossus munroei
Rhizocossus munroei är en fjärilsart som beskrevs av Clench 1957. Rhizocossus munroei ingår i släktet Rhizocossus och familjen träfjärilar. Inga underarter finns listade i Catalogue of Life.